# Corredor Literário na Paulista

Corredor Literário na Paulista é um evento cultural e literário que acontece na Avenida Paulista, em São Paulo, Brasil.

## Datas
A primeira edição aconteceu no ano de 2005 , com nova edição no ano seguinte.
Foi realizada entre os dias 8 a 14 de outubro de 2007, pela terceira vez o evento, com mais de 150 atividades culturais e manifestações relacionadas a literatura.

## Locais do evento em 2007
As manifestações aconteceram nos seguintes locais da Avenida Paulista:

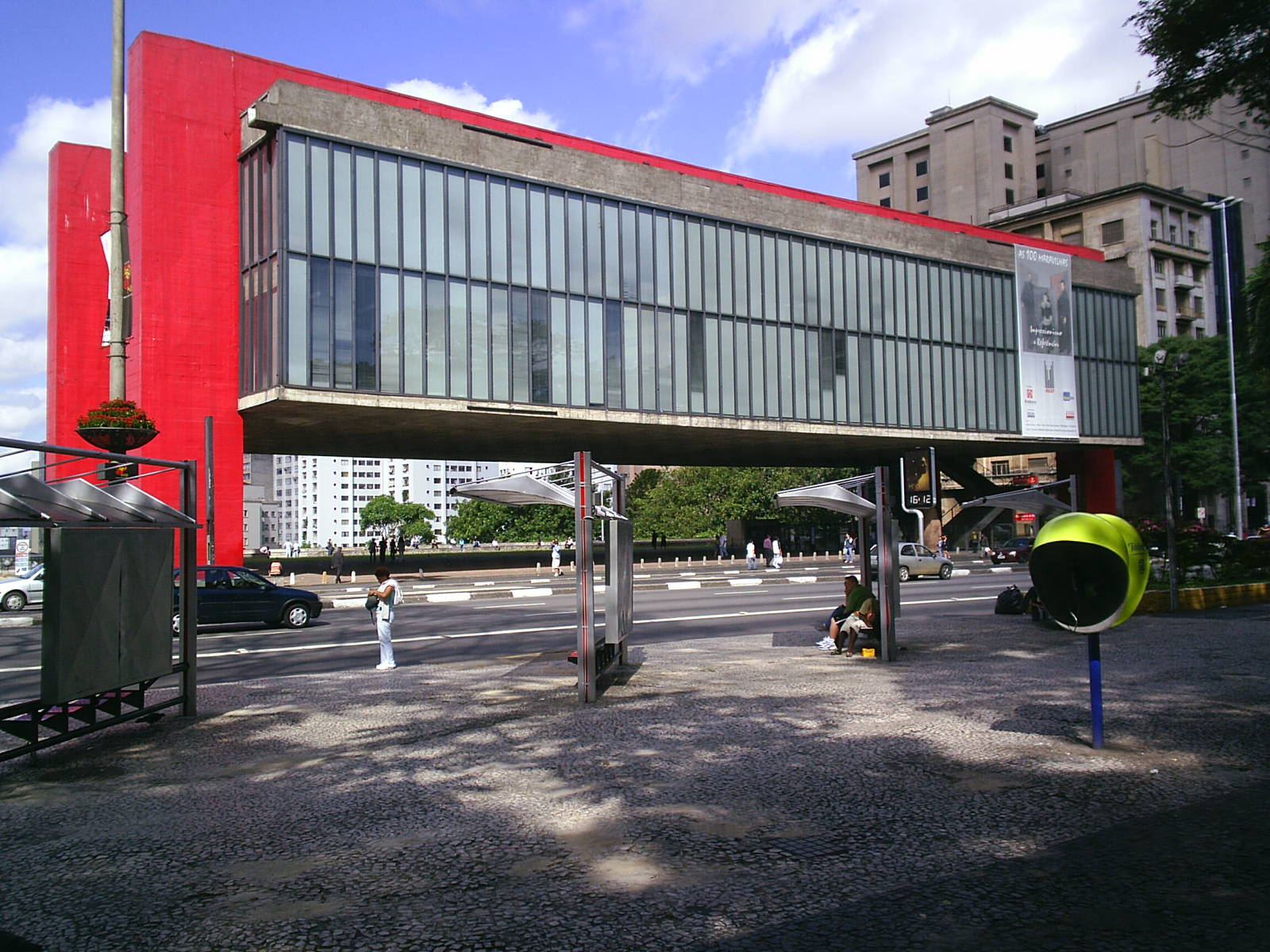
MASP - Museu de Arte de São Paulo

- Espaço Cultural da Caixa Econômica;
- Club Homs;
- Colégio Rodrigues Alves;
- Conjunto Nacional;
- Teatro Popular do SESI (FIESP);
- Cine Belas Artes;
- Livraria Cultura;
- Fnac Paulista;
- Estação Paraíso;
- SESC - Avenida Paulista;
- Museu de Arte de São Paulo (Masp);
- Parque Trianon;
- Instituto Cervantes.

## Ligação externa
- Corredor Literário